# Ecatepec de Morelos
Ecatepec de Morelos (kurz Ecatepec; ehécatl = „Wind“, tépetl = „Hügel“) ist eine Millionenstadt im mexikanischen Bundesstaat México und Hauptort (cabecera) des gleichnamigen Municipio Ecatepec de Morelos. Die Stadt hat ca. 1,65 Millionen Einwohner.

## Lage und Klima
Ecatepec de Morelos liegt im nördlichen Ballungsgebiet von Mexiko-Stadt, der Zona Metropolitana del Valle de México, und ist ca. 25–30 km (Fahrtstrecke) vom Hauptstadtzentrum entfernt. Mehrere U-Bahn-Linien bedienen die Stadt. Sie ist Sitz mehrerer Universitäten und überdies Sitz eines katholischen Bischofs und einer Kathedrale. Darüber hinaus ist sie von Elendsvierteln gekennzeichnet. Ein Autobahnbau ist geplant. Eine Nachbarstadt ist Texcoco de Mora. Wegen der Höhenlage ist das Klima ist meist mild; Regen (ca. 700–1000 mm/Jahr) fällt überwiegend im Sommerhalbjahr.

## Bevölkerung
| Jahr      | 2000      | 2010      | 2020      |
| Einwohner | 1.621.938 | 1.655.015 | 1.643.623 |

Der überwiegende Teil der zumeist zugewanderten Bevölkerung ist indianischer Abstammung; zahlreich sind auch Mestizen. Gesprochen wird jedoch in der Regel Spanisch.

## Geschichte
Ab dem 12. Jahrhundert war Ecatepec eine wichtige Stadt des Aztekenreichs. Im Jahr 1527 erhielt Leonor Moctezuma die Encomienda zu ihrer Hochzeit mit dem Spanier Juan Paez. Im Jahr 1815 wurde hier der mexikanische Revolutionsführer José María Morelos von den Spaniern exekutiert. Heute steht in der Stadt ihm zu Ehren ein Denkmal. Der zweite Teil des Namens der Stadt geht auf seinen Familiennamen zurück.

## Sehenswürdigkeiten
- Es gibt mehrere Kirchen aus dem 17. bis 19. Jahrhundert.
- Die Herz-Jesu-Kathedrale ist ein Neubau aus den Jahren 1998/99.

## Söhne und Töchter der Stadt
- Benjamín Paredes (* 1962), Langstreckenläufer
- César Morales (* 1978), Boxer
- Charlyn Corral (* 1991), Fußballspielerin